# Махди Улья
Хейр ан-Ниса бегим, более известная как Махди Улья (дворцовый титул, означающий «Высокая колыбель»; ум. 26 июля 1579) — жена шаха Мухамедда Худабенде из династии Сефевидов, мать шаха Аббаса I Великого. При правлении своего мужа шаха Мухаммеда Худабенде фактически сосредоточила в своих руках всю полноту власти в Сефевидском государстве.

## История
Хейр ан-Ниса-бегим была дочерью хакима (губернатора) области Мазендаран Мир Абдулла-хана. Она бежала ко двору шаха Тахмаспа после убийства её отца двоюродным братом Мир Султан-Мурад-ханом. При дворе она вышла замуж за сына Тахмаспа Мухаммеда-Мирзы, будущего шаха Мухаммеда Худабенде. Будущий шах отличался слабым здоровьем и безволием и поначалу не рассматривался как кандидат на престол.
После смерти Тахмаспа и череды междоусобиц в Сефевидском государстве к власти пришёл Исмаил II, который за короткий промежуток своего правления настроил против себя всю знать государства. Сам Исмаил II пришёл к власти при активной поддержке своей властолюбивой сестры Перихан-ханум, которая тем самым надеялась получить обширные властные полномочия. Но не получив желаемого и отстранённая от власти своим братом, она составила заговор против шаха, отравив его. После смерти Исмаила II и очередных волнений в государстве при активном содействии Перихан-ханум шахом был избран младший сын Тахмаспа полуслепой и болезненный Мухаммед-Мирза. Перихан-ханум получила должность регента пр своём безвольном брате, фактически отстранив его от управления государством и не допуская его даже ко двору. Но со временем знать, обеспокоенная всесилием Перихан-ханум, призвала шаха в столицу. Несмотря на то, что Перихан-ханум пыталась воспрепятствовать возвращению шаха в столицу, знать, перешедшая на сторону молодого шаха, отстранила Перихан-ханум от власти, после чего она была казнена.
С воцарением Мухаммеда Худабенде власть оказалась в руках не менее властолюбивой и амбициозной жены шаха Хейр ан-Ниса-бегим. Махди Улья, как стали называть при дворе Хейр ан-Ниса-бегим, проводила собственную политику, не считаясь с мнением кызылбашской знати. С одной стороны, ею были приняты меры для усиления шахской (фактически своей) власти, активно поддерживала своего старшего сына Хамзу-Мирзу, сама участвовала вместе с ним в военной кампании против Османской империи, но с другой стороны, продвижения на государственные посты своих родственников, отстранение от должностей кызылбашских эмиров и заменой их персидской бюрократией, привели к обратному эффекту. Знать, как и в случае с Перихан-ханум, стала выражать недовольство всесилием Махди Ульи. Внутри самой страны разгорелась жестокая вражда между царицей Махди Улья и кызылбашской военной знатью. Махди Улья совершенно перестала считаться с кызылбашской знатью, вопреки советам после успешной поначалу военной кампании против турок в Ширване отменила поход на Дербент, а в период зимовки в Карабахе, когда стал вопрос назначения нового правителя в Ширване,  взамен погибшему Арас-хану Румлу она не только отвергала все предложения, но и вывела войска из Ширвана, возвратившись в Казвин, что в итоге привело к потере всего Ширвана.

Кызылбашская знать в итоге составила заговор, обвинив Махди Улью не только в потере Ширвана, но и в любовной связи (достоверность которой неизвестна) с пленённым крымским царевичем (калгой) Адиль-Гераем, вследствие чего Адиль-Герай был убит. Сефевидские хроники не указывают на связь между убийством Адиль-Герая и смертью Махди Ульи. Упоминание о связи между этими событиями есть у курдского летописца Шараф-хана Бидлиси:
Кызылбашские эмиры испугались могущества той Хатун (то есть шахини) и стали обдумывать, как её устранить. Под конец они решили приписать ей любовную связь с Адиль-Гирей-ханом татарским и обоих убить.
Томас Минадои (1545-1618): 
В это время была раскрыта постыдная измена, а именно, что Адиль-Гирей осмелился поднять глаза на Бегум, супругу шаха Мухаммеда Худабенде и мать Хамза-мирзы. Потом распространился слух, что царица ответила ему взаимностью и что дело кончилось запретной связью. Когда это стало известно некоторым придворным, глубоко возмущенные великим позором, они тайно сговорились и однажды ночью прорвались во дворец, предали смерти царицу и ее любовника — татарского принца
.

Орудж-бек Баят (1560 — 1604): 
 эти придворные были движимы мелкими чувствами зависти по отношению к татарскому принцу,.. они... убили его и, под предлогом его скандальной связи с царицей, предали смерти и ее, хотя и невинную
.

Ибрагим Печеви (1574 — 1650): 
 жена и сестра шаха влюбились в Адил Гирея, их взаимные симпатии стали возрастать, разговоры повлекли за собой застолья, а застолья открыли путь к сближению... Ее вырвали из рук шаха и дипломатично прикончили
.

Убийство Махди Ульи стало одной из причин будущей борьбы с кызылбашской знатью шаха Аббаса I, воцарившегося после Мухаммеда Худабенде.